# Ignazio Calvi
Ignazio Calvi (Reggio nell'Emilia, 21 gennaio 1797 – Finale Emilia, 17 agosto 1872) è stato uno scacchista e compositore di scacchi italiano.

## Biografia
Dopo aver preso parte alle cospirazioni liberali a Modena e aver partecipato ad una spedizione militare dei Savoia, nel 1834 fu costretto ad espatriare e si rifugiò a Parigi. Si mise in luce come forte giocatore nel famoso Café de la Régence, dove giocò con Boncourt e Saint-Amant. Nel 1845 disputò un match contro Kieseritzky, che terminò in parità (+7 –7 =1).
Collaborò alla rivista Le Palamède, sulla quale pubblicò un Cours d'échecs, tradotto poi in inglese sulla rivista  The Chess Player's Chronicle. Il corso comprendeva diversi esercizi e problemi, molti dei quali composti da lui stesso. È stato il primo compositore di studi a trattare con una certa profondità la promozione a pezzo minore.
Nel 1848 tornò in Italia e partecipò alle campagne militari dell'esercito piemontese. Nel dicembre del 1849 giocò diverse partite con forti giocatori modenesi, vincendone la maggior parte: Discart (+10 –5 =2), Bonetti (+8 –8 =4), Luppi (+4 –0), Marchisio (+2 –0). Nel 1859 fu nominato comandante della piazzaforte di Firenze e in seguito inviato al quartier generale di Parma, comandato dal generale Zucchi.
In agosto dello stesso anno fu nominato deputato della costituente modenese e in novembre aiutante maggiore, prima a Reggio Emilia e poi a Ferrara. Successivamente fu assegnato al tribunale militare di Napoli, dopo di che fu collocato a riposo col grado di maggiore. Ritornato a Finale Modenese (oggi Finale Emilia), vi esercitò la professione di farmacista, oltre a ricoprire molte cariche pubbliche.
Un suo studio, uno dei primi a trattare con una certa profondità il tema della sotto-promozione:
|   | a | b | c | d | e | f | g | h |   |
| 8 | g7 pedone del bianco · h7 pedone del bianco · d6 pedone del bianco · e6 cavallo del nero · g5 alfiere del nero · a3 re del nero · e3 pedone del bianco · a2 pedone del nero · a1 re del bianco · d1 alfiere del bianco | g7 pedone del bianco · h7 pedone del bianco · d6 pedone del bianco · e6 cavallo del nero · g5 alfiere del nero · a3 re del nero · e3 pedone del bianco · a2 pedone del nero · a1 re del bianco · d1 alfiere del bianco | g7 pedone del bianco · h7 pedone del bianco · d6 pedone del bianco · e6 cavallo del nero · g5 alfiere del nero · a3 re del nero · e3 pedone del bianco · a2 pedone del nero · a1 re del bianco · d1 alfiere del bianco | g7 pedone del bianco · h7 pedone del bianco · d6 pedone del bianco · e6 cavallo del nero · g5 alfiere del nero · a3 re del nero · e3 pedone del bianco · a2 pedone del nero · a1 re del bianco · d1 alfiere del bianco | g7 pedone del bianco · h7 pedone del bianco · d6 pedone del bianco · e6 cavallo del nero · g5 alfiere del nero · a3 re del nero · e3 pedone del bianco · a2 pedone del nero · a1 re del bianco · d1 alfiere del bianco | g7 pedone del bianco · h7 pedone del bianco · d6 pedone del bianco · e6 cavallo del nero · g5 alfiere del nero · a3 re del nero · e3 pedone del bianco · a2 pedone del nero · a1 re del bianco · d1 alfiere del bianco | g7 pedone del bianco · h7 pedone del bianco · d6 pedone del bianco · e6 cavallo del nero · g5 alfiere del nero · a3 re del nero · e3 pedone del bianco · a2 pedone del nero · a1 re del bianco · d1 alfiere del bianco | g7 pedone del bianco · h7 pedone del bianco · d6 pedone del bianco · e6 cavallo del nero · g5 alfiere del nero · a3 re del nero · e3 pedone del bianco · a2 pedone del nero · a1 re del bianco · d1 alfiere del bianco | 8 |
| 7 | g7 pedone del bianco · h7 pedone del bianco · d6 pedone del bianco · e6 cavallo del nero · g5 alfiere del nero · a3 re del nero · e3 pedone del bianco · a2 pedone del nero · a1 re del bianco · d1 alfiere del bianco | g7 pedone del bianco · h7 pedone del bianco · d6 pedone del bianco · e6 cavallo del nero · g5 alfiere del nero · a3 re del nero · e3 pedone del bianco · a2 pedone del nero · a1 re del bianco · d1 alfiere del bianco | g7 pedone del bianco · h7 pedone del bianco · d6 pedone del bianco · e6 cavallo del nero · g5 alfiere del nero · a3 re del nero · e3 pedone del bianco · a2 pedone del nero · a1 re del bianco · d1 alfiere del bianco | g7 pedone del bianco · h7 pedone del bianco · d6 pedone del bianco · e6 cavallo del nero · g5 alfiere del nero · a3 re del nero · e3 pedone del bianco · a2 pedone del nero · a1 re del bianco · d1 alfiere del bianco | g7 pedone del bianco · h7 pedone del bianco · d6 pedone del bianco · e6 cavallo del nero · g5 alfiere del nero · a3 re del nero · e3 pedone del bianco · a2 pedone del nero · a1 re del bianco · d1 alfiere del bianco | g7 pedone del bianco · h7 pedone del bianco · d6 pedone del bianco · e6 cavallo del nero · g5 alfiere del nero · a3 re del nero · e3 pedone del bianco · a2 pedone del nero · a1 re del bianco · d1 alfiere del bianco | g7 pedone del bianco · h7 pedone del bianco · d6 pedone del bianco · e6 cavallo del nero · g5 alfiere del nero · a3 re del nero · e3 pedone del bianco · a2 pedone del nero · a1 re del bianco · d1 alfiere del bianco | g7 pedone del bianco · h7 pedone del bianco · d6 pedone del bianco · e6 cavallo del nero · g5 alfiere del nero · a3 re del nero · e3 pedone del bianco · a2 pedone del nero · a1 re del bianco · d1 alfiere del bianco | 7 |
| 6 | g7 pedone del bianco · h7 pedone del bianco · d6 pedone del bianco · e6 cavallo del nero · g5 alfiere del nero · a3 re del nero · e3 pedone del bianco · a2 pedone del nero · a1 re del bianco · d1 alfiere del bianco | g7 pedone del bianco · h7 pedone del bianco · d6 pedone del bianco · e6 cavallo del nero · g5 alfiere del nero · a3 re del nero · e3 pedone del bianco · a2 pedone del nero · a1 re del bianco · d1 alfiere del bianco | g7 pedone del bianco · h7 pedone del bianco · d6 pedone del bianco · e6 cavallo del nero · g5 alfiere del nero · a3 re del nero · e3 pedone del bianco · a2 pedone del nero · a1 re del bianco · d1 alfiere del bianco | g7 pedone del bianco · h7 pedone del bianco · d6 pedone del bianco · e6 cavallo del nero · g5 alfiere del nero · a3 re del nero · e3 pedone del bianco · a2 pedone del nero · a1 re del bianco · d1 alfiere del bianco | g7 pedone del bianco · h7 pedone del bianco · d6 pedone del bianco · e6 cavallo del nero · g5 alfiere del nero · a3 re del nero · e3 pedone del bianco · a2 pedone del nero · a1 re del bianco · d1 alfiere del bianco | g7 pedone del bianco · h7 pedone del bianco · d6 pedone del bianco · e6 cavallo del nero · g5 alfiere del nero · a3 re del nero · e3 pedone del bianco · a2 pedone del nero · a1 re del bianco · d1 alfiere del bianco | g7 pedone del bianco · h7 pedone del bianco · d6 pedone del bianco · e6 cavallo del nero · g5 alfiere del nero · a3 re del nero · e3 pedone del bianco · a2 pedone del nero · a1 re del bianco · d1 alfiere del bianco | g7 pedone del bianco · h7 pedone del bianco · d6 pedone del bianco · e6 cavallo del nero · g5 alfiere del nero · a3 re del nero · e3 pedone del bianco · a2 pedone del nero · a1 re del bianco · d1 alfiere del bianco | 6 |
| 5 | g7 pedone del bianco · h7 pedone del bianco · d6 pedone del bianco · e6 cavallo del nero · g5 alfiere del nero · a3 re del nero · e3 pedone del bianco · a2 pedone del nero · a1 re del bianco · d1 alfiere del bianco | g7 pedone del bianco · h7 pedone del bianco · d6 pedone del bianco · e6 cavallo del nero · g5 alfiere del nero · a3 re del nero · e3 pedone del bianco · a2 pedone del nero · a1 re del bianco · d1 alfiere del bianco | g7 pedone del bianco · h7 pedone del bianco · d6 pedone del bianco · e6 cavallo del nero · g5 alfiere del nero · a3 re del nero · e3 pedone del bianco · a2 pedone del nero · a1 re del bianco · d1 alfiere del bianco | g7 pedone del bianco · h7 pedone del bianco · d6 pedone del bianco · e6 cavallo del nero · g5 alfiere del nero · a3 re del nero · e3 pedone del bianco · a2 pedone del nero · a1 re del bianco · d1 alfiere del bianco | g7 pedone del bianco · h7 pedone del bianco · d6 pedone del bianco · e6 cavallo del nero · g5 alfiere del nero · a3 re del nero · e3 pedone del bianco · a2 pedone del nero · a1 re del bianco · d1 alfiere del bianco | g7 pedone del bianco · h7 pedone del bianco · d6 pedone del bianco · e6 cavallo del nero · g5 alfiere del nero · a3 re del nero · e3 pedone del bianco · a2 pedone del nero · a1 re del bianco · d1 alfiere del bianco | g7 pedone del bianco · h7 pedone del bianco · d6 pedone del bianco · e6 cavallo del nero · g5 alfiere del nero · a3 re del nero · e3 pedone del bianco · a2 pedone del nero · a1 re del bianco · d1 alfiere del bianco | g7 pedone del bianco · h7 pedone del bianco · d6 pedone del bianco · e6 cavallo del nero · g5 alfiere del nero · a3 re del nero · e3 pedone del bianco · a2 pedone del nero · a1 re del bianco · d1 alfiere del bianco | 5 |
| 4 | g7 pedone del bianco · h7 pedone del bianco · d6 pedone del bianco · e6 cavallo del nero · g5 alfiere del nero · a3 re del nero · e3 pedone del bianco · a2 pedone del nero · a1 re del bianco · d1 alfiere del bianco | g7 pedone del bianco · h7 pedone del bianco · d6 pedone del bianco · e6 cavallo del nero · g5 alfiere del nero · a3 re del nero · e3 pedone del bianco · a2 pedone del nero · a1 re del bianco · d1 alfiere del bianco | g7 pedone del bianco · h7 pedone del bianco · d6 pedone del bianco · e6 cavallo del nero · g5 alfiere del nero · a3 re del nero · e3 pedone del bianco · a2 pedone del nero · a1 re del bianco · d1 alfiere del bianco | g7 pedone del bianco · h7 pedone del bianco · d6 pedone del bianco · e6 cavallo del nero · g5 alfiere del nero · a3 re del nero · e3 pedone del bianco · a2 pedone del nero · a1 re del bianco · d1 alfiere del bianco | g7 pedone del bianco · h7 pedone del bianco · d6 pedone del bianco · e6 cavallo del nero · g5 alfiere del nero · a3 re del nero · e3 pedone del bianco · a2 pedone del nero · a1 re del bianco · d1 alfiere del bianco | g7 pedone del bianco · h7 pedone del bianco · d6 pedone del bianco · e6 cavallo del nero · g5 alfiere del nero · a3 re del nero · e3 pedone del bianco · a2 pedone del nero · a1 re del bianco · d1 alfiere del bianco | g7 pedone del bianco · h7 pedone del bianco · d6 pedone del bianco · e6 cavallo del nero · g5 alfiere del nero · a3 re del nero · e3 pedone del bianco · a2 pedone del nero · a1 re del bianco · d1 alfiere del bianco | g7 pedone del bianco · h7 pedone del bianco · d6 pedone del bianco · e6 cavallo del nero · g5 alfiere del nero · a3 re del nero · e3 pedone del bianco · a2 pedone del nero · a1 re del bianco · d1 alfiere del bianco | 4 |
| 3 | g7 pedone del bianco · h7 pedone del bianco · d6 pedone del bianco · e6 cavallo del nero · g5 alfiere del nero · a3 re del nero · e3 pedone del bianco · a2 pedone del nero · a1 re del bianco · d1 alfiere del bianco | g7 pedone del bianco · h7 pedone del bianco · d6 pedone del bianco · e6 cavallo del nero · g5 alfiere del nero · a3 re del nero · e3 pedone del bianco · a2 pedone del nero · a1 re del bianco · d1 alfiere del bianco | g7 pedone del bianco · h7 pedone del bianco · d6 pedone del bianco · e6 cavallo del nero · g5 alfiere del nero · a3 re del nero · e3 pedone del bianco · a2 pedone del nero · a1 re del bianco · d1 alfiere del bianco | g7 pedone del bianco · h7 pedone del bianco · d6 pedone del bianco · e6 cavallo del nero · g5 alfiere del nero · a3 re del nero · e3 pedone del bianco · a2 pedone del nero · a1 re del bianco · d1 alfiere del bianco | g7 pedone del bianco · h7 pedone del bianco · d6 pedone del bianco · e6 cavallo del nero · g5 alfiere del nero · a3 re del nero · e3 pedone del bianco · a2 pedone del nero · a1 re del bianco · d1 alfiere del bianco | g7 pedone del bianco · h7 pedone del bianco · d6 pedone del bianco · e6 cavallo del nero · g5 alfiere del nero · a3 re del nero · e3 pedone del bianco · a2 pedone del nero · a1 re del bianco · d1 alfiere del bianco | g7 pedone del bianco · h7 pedone del bianco · d6 pedone del bianco · e6 cavallo del nero · g5 alfiere del nero · a3 re del nero · e3 pedone del bianco · a2 pedone del nero · a1 re del bianco · d1 alfiere del bianco | g7 pedone del bianco · h7 pedone del bianco · d6 pedone del bianco · e6 cavallo del nero · g5 alfiere del nero · a3 re del nero · e3 pedone del bianco · a2 pedone del nero · a1 re del bianco · d1 alfiere del bianco | 3 |
| 2 | g7 pedone del bianco · h7 pedone del bianco · d6 pedone del bianco · e6 cavallo del nero · g5 alfiere del nero · a3 re del nero · e3 pedone del bianco · a2 pedone del nero · a1 re del bianco · d1 alfiere del bianco | g7 pedone del bianco · h7 pedone del bianco · d6 pedone del bianco · e6 cavallo del nero · g5 alfiere del nero · a3 re del nero · e3 pedone del bianco · a2 pedone del nero · a1 re del bianco · d1 alfiere del bianco | g7 pedone del bianco · h7 pedone del bianco · d6 pedone del bianco · e6 cavallo del nero · g5 alfiere del nero · a3 re del nero · e3 pedone del bianco · a2 pedone del nero · a1 re del bianco · d1 alfiere del bianco | g7 pedone del bianco · h7 pedone del bianco · d6 pedone del bianco · e6 cavallo del nero · g5 alfiere del nero · a3 re del nero · e3 pedone del bianco · a2 pedone del nero · a1 re del bianco · d1 alfiere del bianco | g7 pedone del bianco · h7 pedone del bianco · d6 pedone del bianco · e6 cavallo del nero · g5 alfiere del nero · a3 re del nero · e3 pedone del bianco · a2 pedone del nero · a1 re del bianco · d1 alfiere del bianco | g7 pedone del bianco · h7 pedone del bianco · d6 pedone del bianco · e6 cavallo del nero · g5 alfiere del nero · a3 re del nero · e3 pedone del bianco · a2 pedone del nero · a1 re del bianco · d1 alfiere del bianco | g7 pedone del bianco · h7 pedone del bianco · d6 pedone del bianco · e6 cavallo del nero · g5 alfiere del nero · a3 re del nero · e3 pedone del bianco · a2 pedone del nero · a1 re del bianco · d1 alfiere del bianco | g7 pedone del bianco · h7 pedone del bianco · d6 pedone del bianco · e6 cavallo del nero · g5 alfiere del nero · a3 re del nero · e3 pedone del bianco · a2 pedone del nero · a1 re del bianco · d1 alfiere del bianco | 2 |
| 1 | g7 pedone del bianco · h7 pedone del bianco · d6 pedone del bianco · e6 cavallo del nero · g5 alfiere del nero · a3 re del nero · e3 pedone del bianco · a2 pedone del nero · a1 re del bianco · d1 alfiere del bianco | g7 pedone del bianco · h7 pedone del bianco · d6 pedone del bianco · e6 cavallo del nero · g5 alfiere del nero · a3 re del nero · e3 pedone del bianco · a2 pedone del nero · a1 re del bianco · d1 alfiere del bianco | g7 pedone del bianco · h7 pedone del bianco · d6 pedone del bianco · e6 cavallo del nero · g5 alfiere del nero · a3 re del nero · e3 pedone del bianco · a2 pedone del nero · a1 re del bianco · d1 alfiere del bianco | g7 pedone del bianco · h7 pedone del bianco · d6 pedone del bianco · e6 cavallo del nero · g5 alfiere del nero · a3 re del nero · e3 pedone del bianco · a2 pedone del nero · a1 re del bianco · d1 alfiere del bianco | g7 pedone del bianco · h7 pedone del bianco · d6 pedone del bianco · e6 cavallo del nero · g5 alfiere del nero · a3 re del nero · e3 pedone del bianco · a2 pedone del nero · a1 re del bianco · d1 alfiere del bianco | g7 pedone del bianco · h7 pedone del bianco · d6 pedone del bianco · e6 cavallo del nero · g5 alfiere del nero · a3 re del nero · e3 pedone del bianco · a2 pedone del nero · a1 re del bianco · d1 alfiere del bianco | g7 pedone del bianco · h7 pedone del bianco · d6 pedone del bianco · e6 cavallo del nero · g5 alfiere del nero · a3 re del nero · e3 pedone del bianco · a2 pedone del nero · a1 re del bianco · d1 alfiere del bianco | g7 pedone del bianco · h7 pedone del bianco · d6 pedone del bianco · e6 cavallo del nero · g5 alfiere del nero · a3 re del nero · e3 pedone del bianco · a2 pedone del nero · a1 re del bianco · d1 alfiere del bianco | 1 |
|   | a | b | c | d | e | f | g | h |   |

Soluzione:
1. g8=C !  Axe3  2. h8=A !

(se 2. h8=D?  Cd4! con la minaccia 3. ...Cc2+ 4. Axc2 Ad4+ 5. Dxd4 stallo)

2. ... Cd4  3. Ce7

(se  3. Dh3? Cb3+  4. Axb3 Ad4+  e patta)

3. ... Ad2  4. Cd5  e vince
A Finale Emilia gli è intitolato l' "Istituto d'Istruzione Superiore Ignazio Calvi" (agrario e per geometri). Attualmente frequentato da numerosi ragazzi.